# Португалия на летних Олимпийских играх 2000
Португалия принимала участие в Летних Олимпийских играх 2000 года в Сиднее в двадцатый раз за свою историю и завоевала две бронзовые медали.

## 03!Бронза
- Дзюдо, мужчины, 81 кг — Нуну Делгаду.
- Лёгкая атлетика, 10000 метров, женщины — Фернанда Рибейру.

## Состав олимпийской сборной Португалии

### Бадминтон
Спортсменов — 1
Мужчины
| Соревнование     | Спортсмены        | 1/32 финала                               | 1/16 финала          | 1/8 финала           | 1/4 финала           | 1/2 финала           | Финал/матч за 3 место | Финал/матч за 3 место |
| Соревнование     | Спортсмены        | Соперник Счёт                             | Соперник Счёт        | Соперник Счёт        | Соперник Счёт        | Соперник Счёт        | Соперник Счёт         | Место                 |
| ---------------- | ----------------- | ----------------------------------------- | -------------------- | -------------------- | -------------------- | -------------------- | --------------------- | --------------------- |
| Одиночный разряд | Марку Вашконселуш | Бертран Галле (FRA) Пор. 0:2 (7:15, 9:15) | Завершил выступление | Завершил выступление | Завершил выступление | Завершил выступление | Завершил выступление  | Завершил выступление  |

### Дзюдо
Спортсменов — 4
Соревнования по дзюдо проводились по системе на выбывание. В утешительные раунды попадали спортсмены, проигравшие полуфиналистам турнира. Два спортсмена, одержавших победу в утешительном раунде, в поединке за бронзу сражались с проигравшими в полуфинале.
Мужчины
| Соревнование | Спортсмены     | Первый раунд                    | Второй раунд                   | 1/8 финала                         | Четвертьфинал                   | Полуфинал                       | Финал                          | Место |
| Соревнование | Спортсмены     | Соперник Результат              | Соперник Результат             | Соперник Результат                 | Соперник Результат              | Соперник Результат              | Соперник Результат             | Место |
| ------------ | -------------- | ------------------------------- | ------------------------------ | ---------------------------------- | ------------------------------- | ------------------------------- | ------------------------------ | ----- |
| до 73 кг     | Педро Каравана | Не участвовал                   | Л. Ортис (VEN) В 0012 — 0001   | Г. Вазагашвили (GEO) П 0010 — 1101 | Завершил выступление            | Завершил выступление            | Завершил выступление           | —     |
| до 73 кг     | Мишел Алмейда  | Не участвовал                   | Э. Манглес (VEN) В 0200 — 0011 | М. Ийеш (HUN) В 1002 — 0000        | Т. Камилу (BRA) П 0101 — 0101   | Завершил выступление            | Завершил выступление           | 7     |
| до 73 кг     | Мишел Алмейда  | Не участвовал                   | Э. Манглес (VEN) В 0200 — 0011 | М. Ийеш (HUN) В 1002 — 0000        | Утешительный турнир             |                                 |                                | 7     |
| до 73 кг     | Мишел Алмейда  | Не участвовал                   | Э. Манглес (VEN) В 0200 — 0011 | М. Ийеш (HUN) В 1002 — 0000        | Н. Ягуби (ALG) В 0100 — 0002    | Д. Педро (USA) П 0000 — 1000    | Завершил выступление           | 7     |
| до 81 кг     | Нуну Делгаду   | Т. Ватрикан (MON) В 1000 — 0000 | Ф. Лепре (ITA) В 0001 — 0001   | Д. Келли (AUS) В 1010 — 0001       | К. Сарихани (IRI) В 1012 — 0001 | Чо Ин Чхоль (KOR) П 0100 — 0110 | Утешительный турнир            | 3     |
| до 81 кг     | Нуну Делгаду   | Т. Ватрикан (MON) В 1000 — 0000 | Ф. Лепре (ITA) В 0001 — 0001   | Д. Келли (AUS) В 1010 — 0001       | К. Сарихани (IRI) В 1012 — 0001 | Чо Ин Чхоль (KOR) П 0100 — 0110 | А. Пасейро (URU) В 1011 — 0000 | 3     |

Женщины
| Соревнование | Спортсмены        | Первый раунд       | 1/8 финала                            | Четвертьфинал         | Полуфинал             | Финал                 | Место |
| Соревнование | Спортсмены        | Соперник Результат | Соперник Результат                    | Соперник Результат    | Соперник Результат    | Соперник Результат    | Место |
| ------------ | ----------------- | ------------------ | ------------------------------------- | --------------------- | --------------------- | --------------------- | ----- |
| до 57 кг     | Филиппа Кавальери | Не участвовала     | Чинчия Кавадзутти (ITA) П 0001 — 0012 | Завершила выступление | Завершила выступление | Завершила выступление | —     |

### Лёгкая атлетика
Мужчины
| Спортсмен       | Соревнование           | Предварительный раунд | Предварительный раунд | Четвертьфиналы | Четвертьфиналы | Полуфиналы | Полуфиналы | Финал          | Финал          |
| Спортсмен       | Соревнование           | Результат             | Место                 | Результат      | Место          | Результат  | Место      | Результат      | Место          |
| --------------- | ---------------------- | --------------------- | --------------------- | -------------- | -------------- | ---------- | ---------- | -------------- | -------------- |
| Жуан Пиреш      | 800 м                  | 1:47,61               | 20                    |                |                | Не прошёл  | Не прошёл  | Не прошёл      | Не прошёл      |
| Руи Силва       | 1500 м                 | 3:41,93               | 32                    |                |                | Не прошёл  | Не прошёл  | Не прошёл      | Не прошёл      |
| Элдер Орнелас   | 5000 м                 | 14:29,01              | 33                    |                |                |            |            | Не прошёл      | Не прошёл      |
| Жозе Рамос      | 10000 м                | 27:56,30              | 14                    |                |                |            |            | 28:07,43       | 14             |
| Педру Родригеш  | 400 м с барьерами      | 49,90                 | 15                    |                |                | 49,48      | 18         | Не прошёл      | Не прошёл      |
| Мануэл Силва    | 3000 м с препятствиями | 8:25,70               | 15                    |                |                |            |            | 8:38,63        | 13             |
| Антониу Пинту   | Марафон                |                       |                       |                |                |            |            | 2:15,17        | 11             |
| Домингуш Каштру | Марафон                |                       |                       |                |                |            |            | 2:16,52        | 18             |
| Луиш Нову       | Марафон                |                       |                       |                |                |            |            | 2:23,04        | 50             |
| Педру Мартинш   | Ходьба 50 км           |                       |                       |                |                |            |            | Не финишировал | Не финишировал |
| Карлуш Каладу   | Прыжок в длину         | 8,04                  | 6                     |                |                |            |            | 7,94           | 10             |
| Жуан Андре      | Прыжок с шестом        | 5,40                  | 29                    |                |                |            |            | Не прошёл      | Не прошёл      |
| Нуну Фернандеш  | Прыжок с шестом        | 5,25                  | 32                    |                |                |            |            | Не прошёл      | Не прошёл      |
| Витор Кошта     | Метание молота         | 68,89                 | 37                    |                |                |            |            | Не прошёл      | Не прошёл      |
| Мариу Анибал    | Десятиборье            |                       |                       |                |                |            |            | 8136           | 12             |

### Плавание
Спортсменов — 3
В следующий раунд на каждой дистанции проходили лучшие спортсмены по времени, независимо от места занятого в своём заплыве.
Мужчины
| Спортсмен       | Соревнование        | Предварительные заплывы | Предварительные заплывы | Полуфиналы | Полуфиналы | Финал     | Финал     |
| Спортсмен       | Соревнование        | Результат               | Место                   | Результат  | Место      | Результат | Место     |
| --------------- | ------------------- | ----------------------- | ----------------------- | ---------- | ---------- | --------- | --------- |
| Рикарду Педрозу | 200 м вольный стиль | 1:52,60                 | 25                      | Не прошёл  | Не прошёл  | Не прошёл | Не прошёл |
| Нуну Лаурентину | 100 м на спине      | 56,95                   | 28                      | Не прошёл  | Не прошёл  | Не прошёл | Не прошёл |
| Жозе Коуту      | 100 м брасс         | 1:02,79                 | 18                      | Не прошёл  | Не прошёл  | Не прошёл | Не прошёл |

### Стрельба
Спортсменов — 3
После квалификации лучшие спортсмены по очкам проходили в финал, где продолжали с очками, набранными в квалификации. В некоторых дисциплинах квалификация не проводилась. Там спортсмены выявляли сильнейшего в один раунд.
Мужчины
| Спортсмен        | Соревнование   | Квалификация | Место | Финал     | Место     | Всего | Место |
| ---------------- | -------------- | ------------ | ----- | --------- | --------- | ----- | ----- |
| Жуан Кошта       | Пистолет, 10 м | 581          | 5     | 98,4      | 6         | 679,4 | 7     |
| Куштодиу Эзекиль | Трап           | 111          | 18    | Не прошёл | Не прошёл | 111   | 18    |
| Жуан Ребелу      | Трап           | 108          | 26    | Не прошёл | Не прошёл | 108   | 26    |

### Теннис
Спортсменов — 2
Мужчины
| Соревнование  | Спортсмены                | 1/16 финала                                           | 1/8 финала            | Четвертьфинал         | Полуфинал             | Матч за 3-е место     | Финал                 | Место |
| Соревнование  | Спортсмены                | Соперник Счёт                                         | Соперник Счёт         | Соперник Счёт         | Соперник Счёт         | Соперник Счёт         | Соперник Счёт         | Место |
| ------------- | ------------------------- | ----------------------------------------------------- | --------------------- | --------------------- | --------------------- | --------------------- | --------------------- | ----- |
| Парный разряд | Нуну Маркеш Бернарду Мота | Марк Мерклейн, Марк Ноулз (BAH) Пор. 7-69-7, 4-6, 5-7 | Завершили выступление | Завершили выступление | Завершили выступление | Завершили выступление | Завершили выступление |       |